# Neopyropia tenera
Neopyropia tenera (Kjellman) L.-E.Yang & J.Brodie, 2020 è un'alga rossa della famiglia delle Bangiacee.

## Aspetto
Il nome scientifico della specie ("tenera") allude alle piccole dimensioni di questa particolare alga che non è solita crescere oltre i 50 cm, anche se la maggior parte degli esemplari si aggira attorno ai 20 cm.

## Distribuzione
L'alga si trova principalmente in Asia (Cina, Corea e Giappone), ma è presente anche in Africa, sulla costa di Mauritius, e in America meridionale, vicino alle coste del Perù. Generalmente si considera come area di distribuzione dell'alga l'Oceano Pacifico e l'Oceano Indiano.

## Usi
N.tenera è un ingrediente altamente usato nella preparazione del sushi nella cucina giapponese, dove si conosce più comunemente come "Nori", nella cucina coreana, dove si conosce come "Gim" o "Chamgim", e nella cucina cinese (Zicai). In Europa è particolarmente usata nella cucina gallese per preparare un piatto chiamato Laverbread (nome derivato da Laver o Lawrl, nomi utilizzati per riferirsi alle alghe del genere Porphyra in inglese e gallese rispettivamente).

## Patologie
Come molte specie di alghe commestibili, anche Neopyropia tenera è suscettibile alle infezione del parassita oomycota Pythium porphyrae.